# Aspidoproctus glaber
Aspidoproctus glaber är en insektsart som först beskrevs av Karl Hermann Leonhard Lindinger 1913.  Aspidoproctus glaber ingår i släktet Aspidoproctus och familjen pärlsköldlöss. Inga underarter finns listade i Catalogue of Life.